# Supremo Poder Conservador
El Supremo Poder Conservador era un cuerpo colegiado formado por cinco personas que se creó en las Siete Leyes Constitucionales de la República Mexicana.

## Antecedentes
El Gobierno federal que se reunió en 1835, estuvo conformado principalmente por personas de tendencias centralistas y liberales moderados. Siguiendo el sistema bicameral de la Constitución de 1824, entonces vigente, las dos cámaras abrieron sesiones el 4 de enero de 1835. El Congreso estaba facultado para reformar la constitución, pero no así el Art. 171 el cual prohibía modificar la forma de gobierno. El 16 de julio que las cámaras volvieron a iniciar sesiones, el congreso declaró ser Constituyente. La decisión fue impulsada por las cláusulas intangibles que establecía la Constitución de 1824.  
El seno de la comisión estuvo compuesto por Miguel Valentín, José Ignacio de Anzorena, José María Cuevas, Antonio Pacheco Leal y Francisco Manuel Sánchez de Tagle. Entre los más grandes defensores de la institución se encontraron Mariano Bustamante y Sánchez de Tagle, quienes lucharon contra Antonio López de Santa Anna y el ministro José María Tornel. 
En su discurso, Sánchez de Tangle defendió este poder resaltando el irregular funcionamiento de los poderes en el país –por luchas y revoluciones. Así, para contrarrestarlo, este poder daría permanencia al orden constitucional. Al día siguiente de su discurso, el 16 de diciembre de 1835 se aprobó el proyecto sobre el Supremo Poder Conservador. Se cristalizó en la segunda ley, de 23 artículos.
El proyecto de bases constitucionales que produjeron fue aprobado el 2 de octubre del mismo año, para pasar a ser ley constitutiva el 23 de octubre de 1835 con el nombre de Bases para la Nueva Constitución. La nueva ley suprema estaba dividida en 7 estatutos; por lo cual, comúnmente es conocida como la Constitución de las Siete Leyes. La primera de esas leyes fue promulgada el 15 de diciembre de 1835. Las otras 6 leyes se publicaron juntas el 30 de diciembre de 1836 por decreto del presidente Interino José Justo Corro.

## El Órgano
El Supremo Poder Conservador fue creado con la intención de fungir como árbitro, lo suficientemente fuerte y autónomo para que ninguno de los otros tres poderes rebasara sus facultades (Art. 4); lo cual, lo convertía teóricamente en un poder superior. La lógica detrás de él era el equilibrio entre autoridades y libertades, lógica derivada de las influencias doctrinales de Benjamín Constantino a su vez inspirado por Montesquieu des albares. 
Tal influencia era clara, puesto que Constant, quien trazó la monarquía constitucional, introdujo en su teoría el poder neutro. La función de tal poder era restablecer el equilibrio de las fuerzas políticas, misma función establecida para el Supremo Poder Conservador. 
Otra gran inspiración fue el Senado Conservador francés, creado a partir de las ideas de Sieyes que lo creó como freno a los excesos de los poderes; para lo cual estaba facultado para anular actos sometidos como inconstitucionales. Una vez más, igual que nuestro órgano. Además, cabe resaltar que las ideas de Sieyes ya habían influido en América, pues en 1823 en Brasil se introdujo el “poder moderador” en el proyecto de constitución. 
Como la república mexicana era centralista, había departamentos, no estados –característicos de la federación. Para integrar el Supremo Poder Conservador participaban tanto la junta departamental como el Congreso de la Unión, a través de un sistema complejo de controles. A grandes rasgos los artícúlos del 1.º al 3.º describen el proceso, que consistía en que los departamentos nombraran ternas integradas con las personas más poderosas, las enviaran a los diputados, los cuales elegían a varias y de entre ellos los senadores escogían una. Esta elección se haría cada dos años, pues los miembros del Supremo Poder Conservador se sustituirían escalonadamente, saliendo el más antiguo. Era admisible la reelección. Habría además tres suplentes. La primera década el reemplazo se decidiría por sorteo.
El artículo 8 ilustró la importancia que se le dio a este cuarto poder: La elección para este cargo, será preferente a cualquiera otra que no sea para la Presidencia de la República, y el cargo no podrá ser renunciado antes ni después de la posesión, sino por imposibilidad física calificada por el congreso general.
El artículo 9 estableció el juramento ante el congreso general, reunidas las dos cámaras. ¿Juráis guardar y hacer guardarla constitución de la República, sosteniendo el equilibrio constitucional entre los poderes sociales, manteniendo o restableciendo el orden constitucional en los casos en que fuere turbado valiéndoos para ello del poder y medios que la constitución pone en vuestras manos? Después de la respuesta afirmativa del otorgante, añadirá el secretario la fórmula ordinaria: Si así lo hiciéreis, Dios os lo premie, y si no, os lo demande...
Los siguientes artículos establecían que cada miembro del Supremo Poder Conservador ganaría seis mil pesos de sueldo anual, sería llamado excelencia y solo podrían serlo quienes fueran mexicanos por nacimiento, ciudadanos, tener 40 años de edad y un capital que le produjera al menos una renta anual de tres mil pesos. Además, era indispensable haber sido presidente o vicepresidente de la República, senador, diputado, secretario del despacho o magistrado de la suprema corte de justicia.
El artículo 12 describía las atribuciones del Supremo Poder Conservador, entre las que se encontraban:
I. Declarar nulidad de una ley o decreto, dentro de dos meses después de su sanción, cuando sean contrarios a artículo expreso de la Constitución…
II. Declarar… nulidad de los actos del Poder Ejecutivo, cuando sean contrarios a la Constitución o las leyes…
III. Declarar… la nulidad de los actos de la Suprema Corte de Justicia… solo en el caso de usurpación de facultades. 
Además de poder restableces a los tres poderes en caso de haber sido disueltos, dar o negar la sanción a las reformas de Constitución, suspender a la SCJN y declarar incapacidad física o moral del ejecutivo.
El artículo 17 estableció que  Este supremo poder no es responsable de sus operaciones más que a Dios y a la opinión pública, y sus individuos en ningún caso podrán ser juzgados ni reconvenidos por sus opiniones. En los siguientes artículos se hizo clara separación entre sus funciones públicas y los delitos que pudieran cometer, en cuyo caso, tras su destitución, serían juzgados como cualquier otra persona. 
De preferencia el Supremo Poder Conservador debía estar en la Ciudad de México y sesionar en el Palacio Nacional, Sus discusiones y votaciones serían libres y secretas. Aunque era un poder aparentemente superior, en general, sus facultades se encontraban limitadas por tener que ser excitadas, declaradas o exigidas por alguno de los otros poderes, no tenía iniciativa. Esta característica limitaba su acción y poder de manera importante.
José Justo Corro, José Ignacio Espinosa de Liñán, Rafael Mangino y Mendívil, Melchor Múzquiz y Francisco Manuel Sánchez de Tagle fueron los primeros integrantes del Supremo Poder Conservador, quienes presentaron juramento el 24 de mayo de 1836.  Su primer acto, realizado el 25 de noviembre de 1838, consistió en declarar nula la orden del ministro de Guerra, Don José María Morán, de restituir en su puesto al Juez de Letras, Francisco Barrera.
Durante el periodo previo a la promulgación de las Siete Leyes, del 2 de octubre de 1835 al 21 de abril de 1836, se llevó a cabo la guerra de independencia de Texas. Esa constitución estuvo vigente mientras se realizó la llamada guerra de los pasteles con Francia, del 26 de abril de 1838 al 9 de marzo de 1839.

México 1835-1846 Las Siete Leyes y el Supremo Poder Conservador en vez de frenar los movimientos separatistas, como era la intención, los aceleraron. El de Texas cumplió su objetivo, mientras que Yucatán continuó siendo parte de México

La existencia del Supremo Poder Conservador fue precaria. No pudo evitar la inestabilidad, ni el cambio de gobierno, ni siquiera entre los de la tendencia conservadora. Durante el periodo que rigieron, al menos formalmente, las Siete Leyes, es decir, del 19 de abril de 1837 al 22 de septiembre de 1841, fueron presidentes Anastasio Bustamante (dos veces), Antonio López de Santa Anna (cuatro meses en 1839) y Nicolás Bravo (seis días en julio de 1839). Fue eliminado por la Constitución de 1843, Bases Orgánicas.  Específicamente, el 28 de septiembre de 1841, cuando Manuel Paredes Arrillaga, Gabriel Valencia y Antonio López de Santa Anna levantaron el acta Plan de Bases de Tacubaya en donde cesaban las funciones del Supremo Poder Conservador.
En la actualidad, los especialistas hablan de que el poder del organismo era político, más que jurídico, pues como se puede ver estaba conformado por políticos. Su misión específica era proteger la pureza de la constitución y por lo tanto resolver aspectos o controversias Constitucionales. Tal función buscaba mantener el estatus de la Constitución como norma suprema. Sus objetivos lo convierten en un claro e importante antecedente de la figura de “amparo” de hoy. Puesto que ambos buscan mantener la supremacía de la Constitución ante actos y normas de menor jerarquía, hacen prevalecer los principios constitucionales. 
Este organismo fue, en cierta medida, sustituido por el instrumento procesal llamado “reclamo” de tribunales federales y la Suprema Corte de Justicia de la Nación, los cuales tenían por objetivo proteger normas constitucionales y garantías individuales.